# 제4캐나다보병여단
제4캐나다보병여단(4th Canadian Infantry Brigade)은 제1차 세계 대전과 제2차 세계 대전 동안 활동했던 캐나다 육군의 보병 여단이다. 1915년에 창설된 이 여단은 제2캐나다사단의 예하 편제로 배치되었했으며 1916년에서 1918년 사이에 서부 전선에서 싸웠다. 여단은 제2차 세계 대전 복무를 위해 1939년에 재창설되었고, 이후 1942년 디에프 기습과 1944년 오버로드 작전에 참전했다.

## 역사

### 제1차 세계 대전
제2캐나다사단의 창설은 1915년 5월 캐나다에서 대규모 병력의 도착에 따라 영국에서 시작되었다. 제2사단은 1915년 9월 프랑스로 출발하기 전에 영국에 잠시 머물렀다. R.E.W. 터너 소장의 지휘 아래, 그 구성원들은 이퍼르 남쪽 플로흐스테르트 숲과 신트-엘로이 사이의 벨기에 전선에서 길고 혹독한 추운 겨울을 보냈다. 여단의 첫 주요 전투는 1916년 3월~4월 생트엘루아 분화구 전투에서 일어났다. 제2캐나다사단의 보병 및 포병 부대는 휴전 기념일까지 프랑스와 플란데런 모두에서 복무했다. 1919년 5월 해체되었다.
제4여단은 다음 전투에 참전했다.
1916년
- 플레르-쿠르슬레트 전투
- 티에프발 전투
- 르 트랑슬루아 전투
- 앙크르 고지 전투

1917년
- 비미 능선
- 힐 70
- 파스샹달[2]

1918년
- 제1차 솜 전투 (1918년)
- 아미앵 전투
- 제2차 솜 전투 (1918년)
- 드로쿠르-케앙
- 힌덴부르크선 전투
- 카날 뒤 노르
- 몽스 추격전[2]

### 제2차 세계 대전
이 여단은 전쟁 선언 전인 1939년 9월 1일에 제2캐나다보병사단의 일부로 동원되었고, 대대는 자원병들로 신속하게 보충되었다. 그러나 추가적인 여단 확장은 일시적인 모병 중단과 해외 배치에 대한 불확실성으로 인해 방해를 받았다. 결과적으로 여단 본부는 실제로 1940년 5월과 6월까지 구성되지 않았다. 제2사단은 1942년 8월 디에프, 프랑스에 대한 대규모 기습 작전인 쥐빌레 작전에 제4캐나다보병여단과 제6캐나다보병여단과 함께 참가하여 상륙과 후퇴 과정에서 막대한 손실을 입었다.
재편성 후, 제4여단은 제2캐나다사단과 함께 노르망디로 이동하여 영국 제2군과 함께 복무했다. 그 후 영국 해협 해안을 따라 캐나다 제1군과 함께 진격하여 디에프 해방을 포함했다. 사단은 1944년 후반 네덜란드에서 격렬한 전투를 치렀고 1945년 최종 공세에 참여했다.

## 편성

### 제1차 세계 대전
제4캐나다여단은 제1차 세계 대전 동안 다음 부대로 구성되었다.
- 제18 (서부 온타리오) 대대 캐나다 보병
- 제19 (중부 온타리오) 대대 캐나다 보병
- 제20 (중부 온타리오) 대대 캐나다 보병
- 제21 (동부 온타리오) 대대 캐나다 보병
- 제4캐나다 기관총 중대
- 제4캐나다 참호 박격포 포대

### 제2차 세계 대전

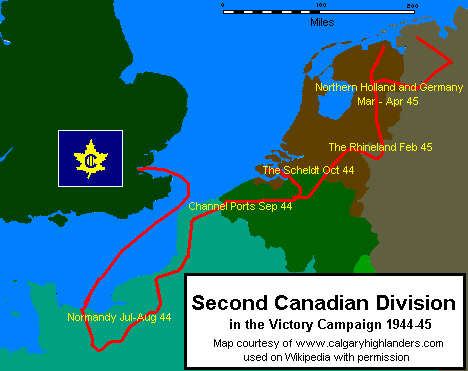
1944년~1945년 승리 작전의 제2캐나다사단.

1939년, 제2사단은 제1캐나다보병사단처럼 지역별로 편성되었다. 제4보병여단의 초기 전투 서열은 다음과 같았다.
- 캐나다 왕립연대 – 토론토, 온타리오
- 왕립 해밀턴 경보병대 (웬트워스 연대) – 해밀턴, 온타리오
- 에식스 스코틀랜드 연대 – 윈저, 온타리오
- 오타와 카메론 하이랜더스 (기관총) – 오타와, 온타리오

1944년~45년까지 여단은 다음으로 구성되었다.
- 제1대대, 캐나다 왕립연대
- 제1대대, 왕립 해밀턴 경보병대
- 제1대대, 에식스 스코틀랜드 연대
- 제4보병여단 지상 방어 소대 (론 스코츠)

## 수상
여단원 중 4명이 빅토리아 십자훈장을 받았다:
- 프레더릭 홉슨, 제20대대 소속, 1917년 서부 전선에서의 공로.[5]
- 월리스 로이드 앨지, 제20대대 소속, 1918년 서부 전선에서의 공로.[6]
- 존 위어 푸트 목사, VC, CD (1904년 5월 5일 – 1988년 5월 2일), 왕립 해밀턴 경보병대 (웬트워스 연대)의 연대 군목, 디에프 기습에서 부상자들을 돌본 공로.[7]
- 프레더릭 앨버트 틸스턴, 에식스 스코틀랜드 연대의 대리 소령. 라인란트 전투 중, 그는 호흐발트 공격에서 보병 중대를 이끌겠다고 자원했다. "C" 중대를 이끌고 500야드 공격을 감행하여 부상을 입은 후에도, 그는 독일군의 반격에 대한 방어를 조직하는 동안 후송을 거부했다.[8]

## 같이 보기
- 제2차 세계 대전 중 캐나다 군사사
- 캐나다 군사사
- 캐나다군

## 더 읽어보기
- Nicholson, G.W.L (2015) [1962]. 《Canadian Expeditionary Force, 1914–1919: Official History of the Canadian Army in the First World War》. Montreal: McGill-Queen's Press. ISBN 9780773597907.